# Ryōta Inoue (Fußballspieler, 1990)
Ryōta Inoue (japanisch 井上 亮太 Inoue Ryōta; * 26. April 1990 in Tokio, Präfektur Tokio) ist ein ehemaliger japanischer Fußballspieler.

## Karriere
Inoue Ryōta Inoue erlernte das Fußballspielen in der Jugendmannschaft vom FC Tokyo sowie in der Schulmannschaft des Institute of Fitness and Sports in Kanoya. Seinen ersten Vertrag unterschrieb er 2013 bei Gainare Tottori. Der Verein, der in der Präfektur Tottori beheimatet ist, spielte in der zweithöchsten Liga des Landes, der J2 League. Am Ende der Saison 2013 stieg der Verein in die dritte Liga ab. Für den Verein absolvierte er 33 Ligaspiele. 2020 wechselte er nach Matsue zum Viertligisten Matsue City FC. 2022 nannte sich der Verein in FC Kagura Shimane um. Nach 63 Ligaspielen beendete er im Januar 2023 seine Karriere als Fußballspieler.